# Ratolí marsupial d'Ooldea
El ratolí marsupial d'Ooldea (Sminthopsis ooldea), també anomenat ratolí marsupial de Troughton en honor del descobridor de l'espècie, és un marsupial australià similar al ratolí marsupial de peus peluts. Fa 115-173 mm del musell a la cua, dels quals 55-80 mm del musell a l'anus i 60-93 mm de la cua. Les orelles mesuren 14-17 mm i l'animal en general pesa 10-18 grams.